# Branchinectidae
Famille
Les Branchinectidae constituent une famille de petits crustacés de l'ordre des Anostraca. Cette famille contient une cinquantaine d'espèces réparties en deux genres, le second ayant été créé en 2011.

## Liste des genres
Selon ITIS (7 mars 2016) :
- genre Branchinecta Verrill, 1869
- genre Archaebranchinecta Rogers & Coronel, 2011[2]